# Plouasne
Plouasne (tiếng Breton: Plouan) là một xã của tỉnh Côtes-d'Armor, thuộc vùng Bretagne, tây bắc Pháp.

## Dân số
Người dân ở Plouasne được gọi làPlouasnais.